# Amsacta simplicans
Amsacta simplicans là một loài bướm đêm thuộc phân họ Arctiinae, họ Erebidae.